# الحنجرة (المضاربة والعارة)

تعديل مصدري - تعديل

الحنجرة هي إحدى قرى عزلة المضاربة بمديرية المضاربة والعارة التابعة لمحافظة لحج، بلغ تعداد سكانها 181 نسمة حسب تعداد اليمن لعام 2004.